# Лю Цинъи
Лю Цинъи (кит. трад. 劉清漪, упр. 刘清漪, пиньинь Liú Qīngyī; род. 19 октября 2005, Хэнань), также известная как 671 — китайская би-гёрл, чемпионка Азиатских игр (2022), бронзовый призёр Олимпийских игр (2024).

## Биография
Лю Цинъи родилась 19 октября 2005 года в городе Хуэйсянь, провинция Хэнань, Китай. Заинтересовалась брейк-дансом в возрасте 10 лет, когда увидела выступление танцоров на улице. Начала ходить на занятия по брейкингу, присоединилась к команде брейкеров своего города. Взяла себе цифровой никнейм 671. По её словам, звучание этих цифр похоже на звучание её имени. После того как 671 победила на соревнованиях по брейкингу на Всекитайских играх 2021 года на неё обратили внимание в национальной сборной Китая. Национальная сборная помогает талантливым спортсменам принимать участие в соревнованиях по всему миру. Дополнительно был подтянут её уровень брейкинга благодаря силовым тренировкам.
Дебютом 671 за границей стало участие в чемпионате мира по брейкингу в 2021 году, где спортсменка финишировала девятой. На чемпионате 2022 года Лю Цинъи уже взяла серебро. Попутно она одержала несколько побед на европейских турнирах, в том числе на Outbreak Europe. Благодаря своим победам девушка получила wild card на крупнейшее соревнование брейкеров Red Bull BC One 2022. Там она дошла до полуфинала. В 2023 году на Red Bull BC One она уже дошла до финала, где уступила японской би-гёрл Ами. В то же время в финальном баттле на Азиатских играх 2022, которые проходили в 2023 году, 671 одолела Ами и квалифицировалась, таким образом, на летние Олимпийские игры 2024 года в Париже, где брейкинг должен был быть впервые представлен.
На Олимпийских играх Лю Цинъи уступила в полуфинальном баттле литовской би-гёрл Нике. В баттле за бронзовую медаль одержала победу над би-гёрл Индией из Нидерландов. Золото же взяла японская би-гёрл Ами. На чемпионате мира 2024 года стала серебряной медалисткой, уступив в финале би-гёрл Индии.